# Da (pel·lícula)
Da és una pel·lícula de 1988 dirigida per Matt Clark, produïda per Julie Corman i protagonitzada per Martin Sheen, Barnard Hughes, cobrint la seva actuació a Broadway guanyadora del Premi Tony, i William Hickey. El guió va ser escrit pel dramaturg i periodista irlandès Hugh Leonard, que el va adaptar de la seva obra de 1978 Da, amb material addicional del seu llibre autobiogràfic Home Before Night. .

## Trama
Charlie és un dramaturg de Nova York que ha de viatjar a Irlanda per supervisar l'enterrament del seu pare, "Da". Durant la seva estada allà visita la casa de la seva infància, i rep la visita de l'esperit del seu pare difunt. Aleshores, Charlie viatja pel camí de la memòria, revivint records feliços i tristos.

## Repartiment
- Barnard Hughes com a Nick Tynan
- Martin Sheen com a Charlie Tynan
- William Hickey com a Drumm
- Karl Hayden com el jove Charlie Tynan
- Doreen Hepburn com a Maggie Tynan
- Hugh O'Conor com a Boy Charlie Tynan
- Ingrid Craigie com Polly
- Joan O'Hara com a Sra. Pryne
- Jill Doyle com Mary "The Yellow Peril" Tate
- Peter Hanly com el jove Oliver

## Recepció
Roger Ebert va dir: "Da és en molts aspectes una pel·lícula previsible; sabem des del principi més o menys on haurà d'anar, i així ho fa." El 1988 Hugh Leonard va rebre el premi al millor guió al XXI Festival Internacional de Cinema Fantàstic de Sitges.